# Voetgangersbruggen over West Street

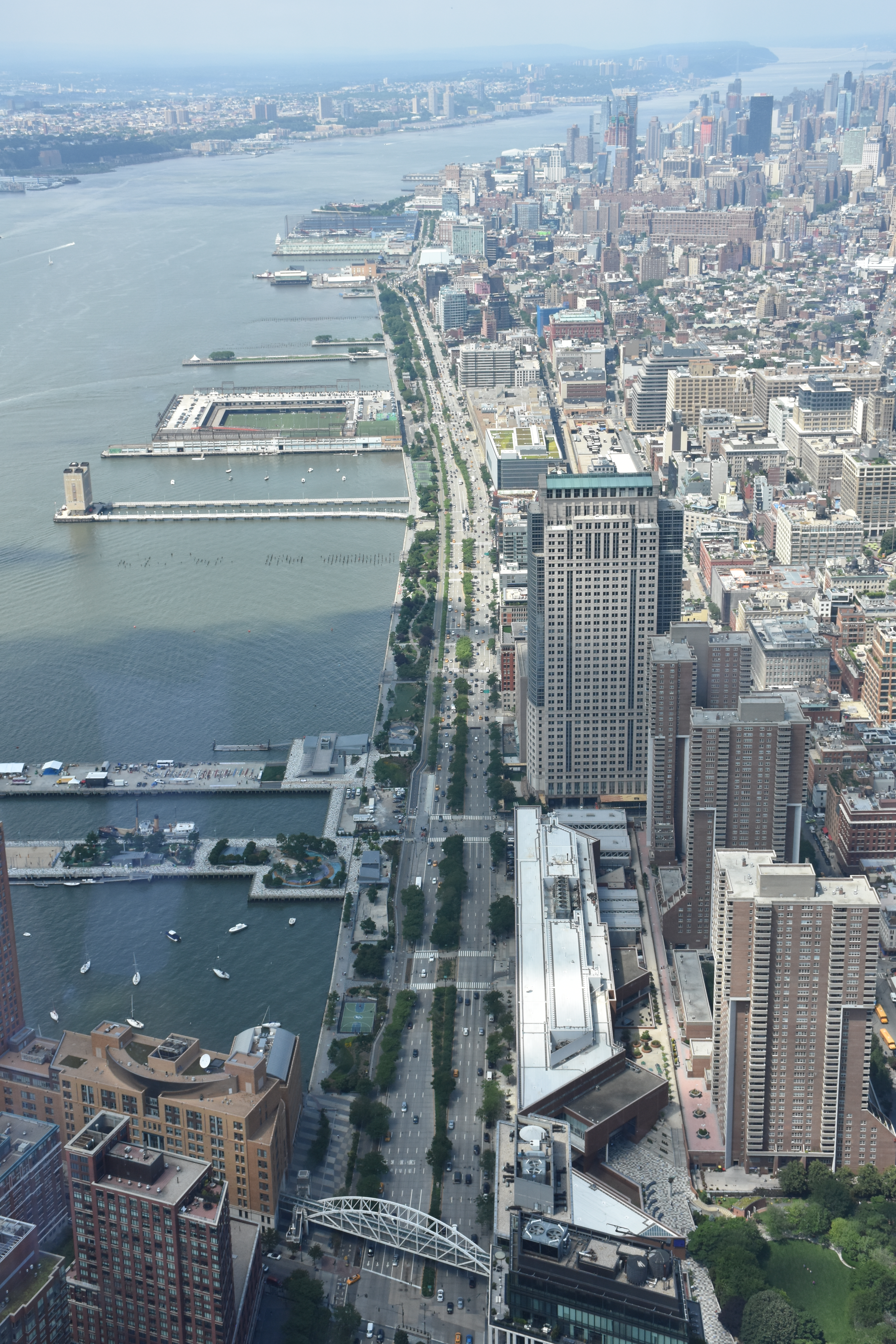
zicht op West Street, met de Tribeca Bridge onderaan (vanuit One World Trade Center)

In de Amerikaanse stad New York is West Street, officieel de Joe DiMaggio Highway, sinds de jaren negentig en de afbraak van de Miller Highway een expressweg langs de oostelijke oever van de rivier Hudson.
West Street is een boulevard exclusief ten nutte van gemotoriseerd verkeer en is grotendeels met voetpaden gescheiden van de rijbaan door geleiderails. 
West Street neemt in het zuiden een aanvang in de wijk Battery Park City, maar die vanaf de wijk Hell's Kitchen als een langgerekt viaduct overgaat in de Henry Hudson Parkway. 
Om de navigatie door Lower Manhattan eenvoudiger te maken voor forenzen in het algemeen, werden vier voetgangersbruggen gebouwd, onder toeziend oog van de Port Authority of New York and New Jersey. 
Er hebben reeds vijf bruggen bestaan, maar de voetgangersbrug aan Vesey Street werd vernietigd bij de aanslagen op 11 september 2001 en werd dientengevolge vervangen door een tijdelijke brug. De vierde brug aan West Thames Street werd voltooid in 2019. 

## Bruggen

### Tribeca / Chambers Street Bridge

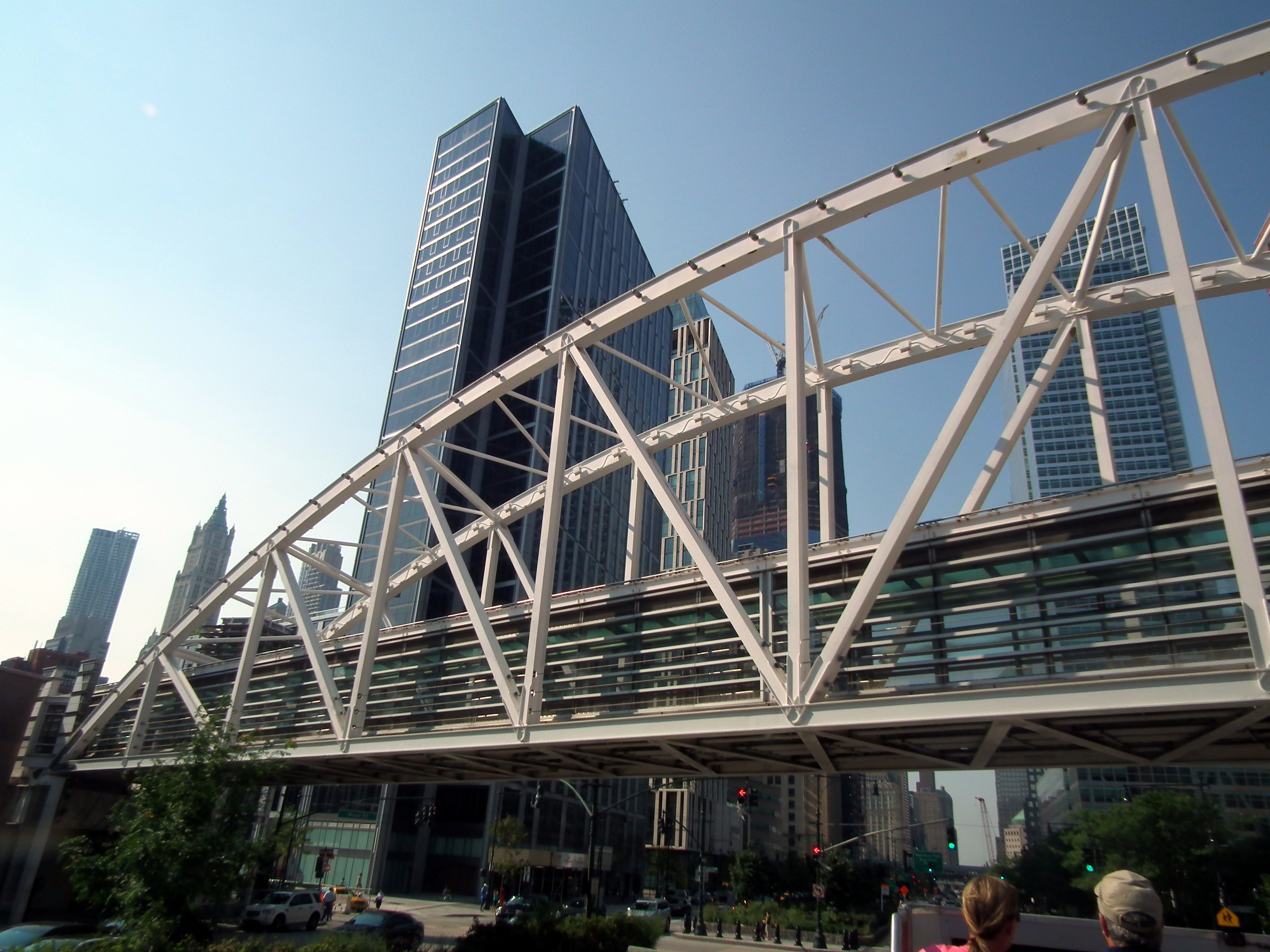
Tribeca Bridge

De eerste brug die men aantreft vanuit het noorden is de Tribeca Bridge of de brug aan Chambers Street in het zuiden van de wijk TriBeCa. Deze brug werd gebouwd in 1994 om de verbinding met het noorden van Battery Park City te optimaliseren. 
De brug verbindt in feite twee hogescholen met elkaar; het gaat om Stuyvesant High School en de Borough of Manhattan Community College. Het ontwerp is van het architectenbureau Skidmore, Owings and Merrill.

### Vesey Street Bridge / North Bridge(1988–2001, 2003–2013)

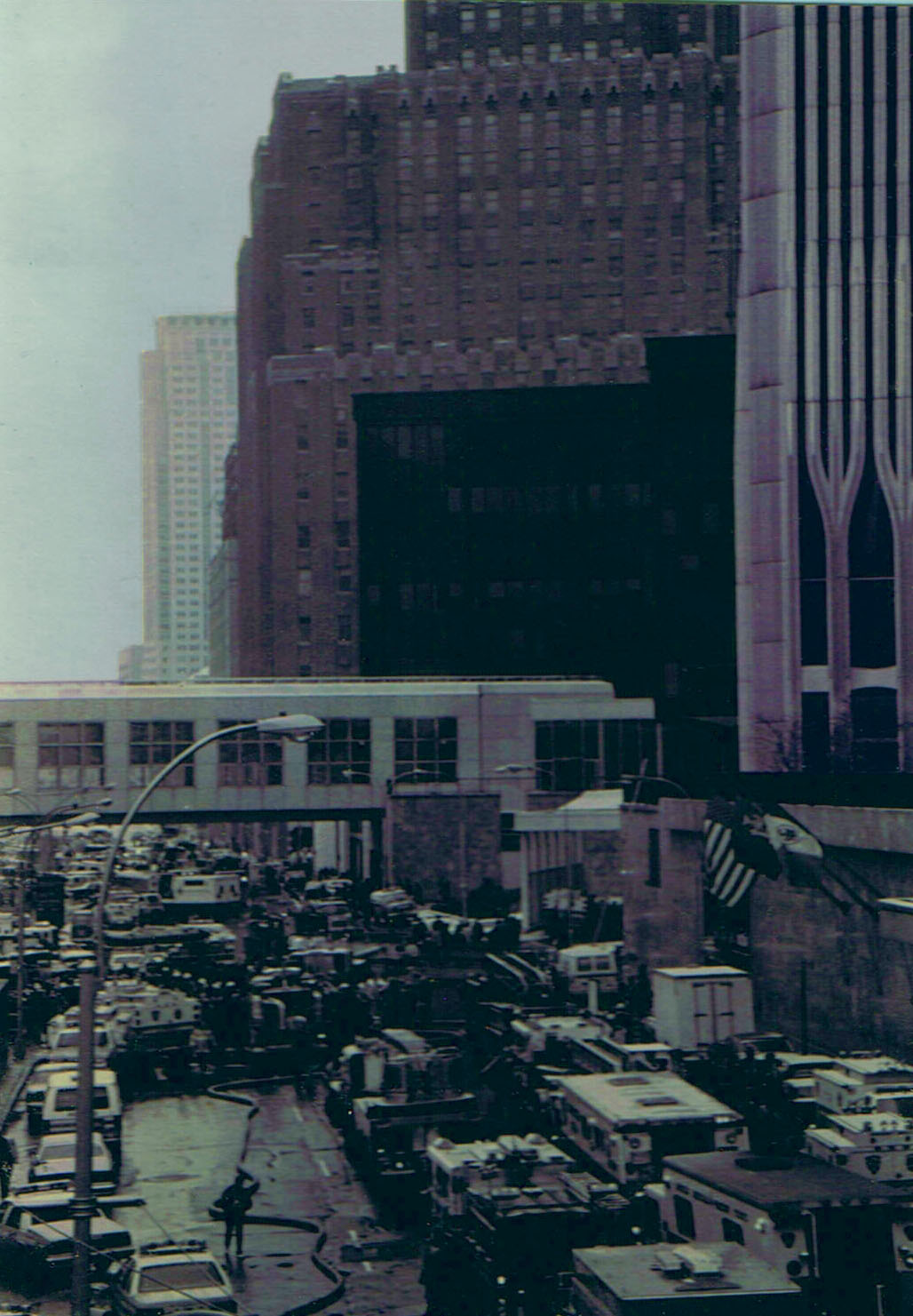
Vesey Street Bridge op 26 februari 1993, bij de bomaanslag op het World Trade Center in een parkeergarage

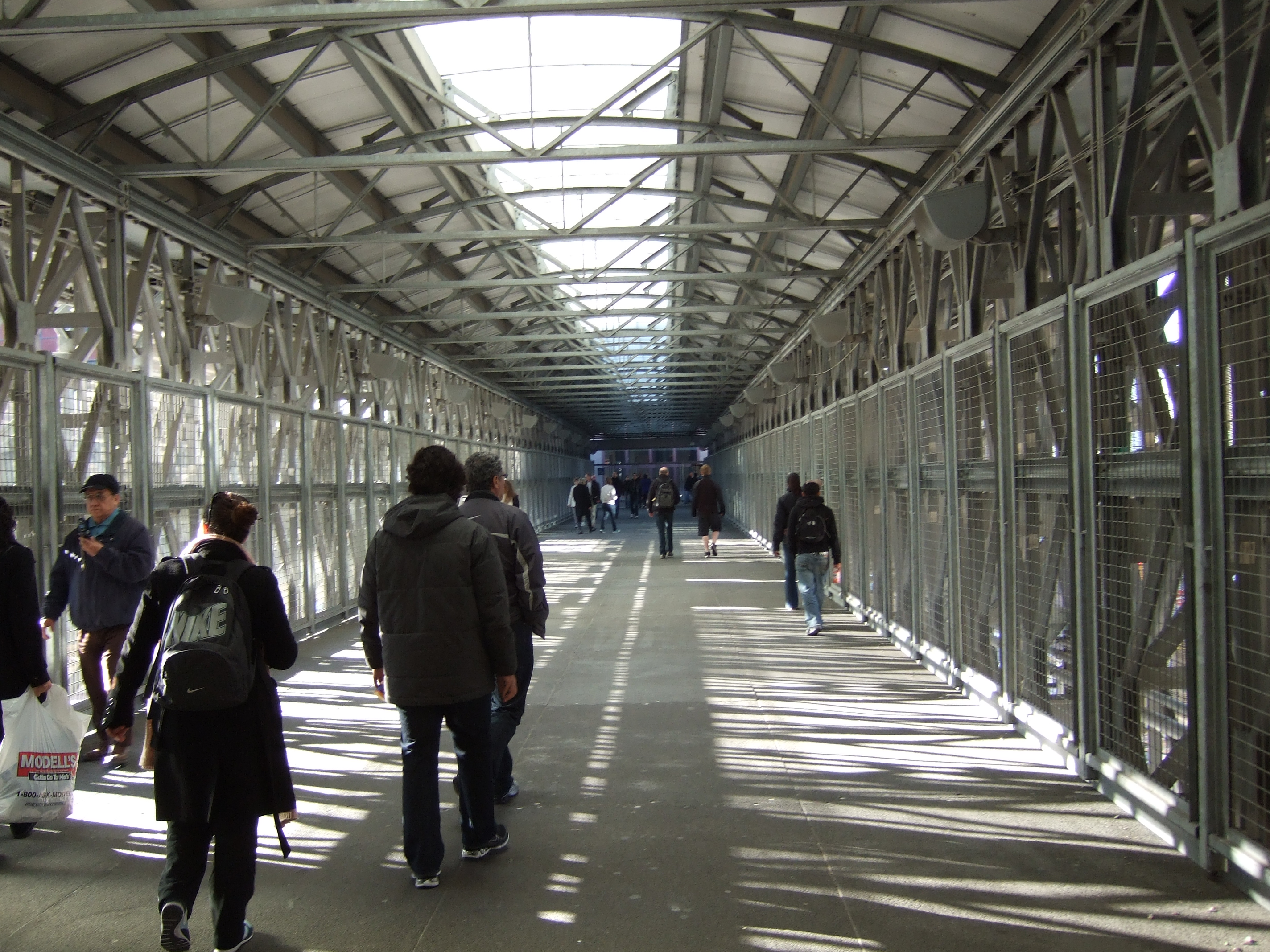
North Bridge, 2009

Vesey Street Bridge, de North Bridge, was een brug naar een ontwerp van de Argentijns-Amerikaanse architect César Pelli die West Street overspande vanaf 1988. 
Het Winter Garden Atrium van het World Financial Center was verbonden met het Six World Trade Center en de North Tower van het World Trade Center. Vesey Street Bridge werd verpletterd door een ingestorte North Tower bij de aanslagen op 11 september 2001. 
In de documentaire 9/11 over een rookie bij een New Yorkse brandweerbrigade verlaten cameraman Jules Naudet en de brandweer de World Trade Center site via deze brug als de North Tower nog overeind staat. Daarna organiseren ze zich op West Street nabij de Tribeca Bridge.
In de plaats van de verwoeste brug kwam een tijdelijke brug, opnieuw North Bridge genaamd. Deze tijdelijke brug werd geopend in 2003, wat simultaan gebeurde met de opening van het al even tijdelijke PATH-station World Trade Center. 
Een roltrap vanaf het World Financial Center, aan de westkant, werd op 16 april 2004 geopend, gevolgd door de roltrap aan de oostkant in juni 2004. De liften aan beide uiteinden zijn die zomer geopend. De liften en roltrappen waren gevoelig voor problemen en een roltrap was zes maanden gesloten vanwege een storing. 
De brug kreeg kritiek vanwege deze storingen en ook door sluitingen vanwege de bouwwerkzaamheden op de World Trade Center site. 
Men besloot de North Bridge af te breken in 2013 en de brug werd vervangen door een ondergrondse ruimte, met name de West Concourse van het World Trade Center Transportation Hub, van waaruit mensen het World Financial Center voortaan kunnen bereiken. 
De tijdelijke brug werd gesloopt en vervangen door een gewoon zebrapad. Fulton Street eindigt er thans op West Street.

### Liberty Street Bridge / South Bridge

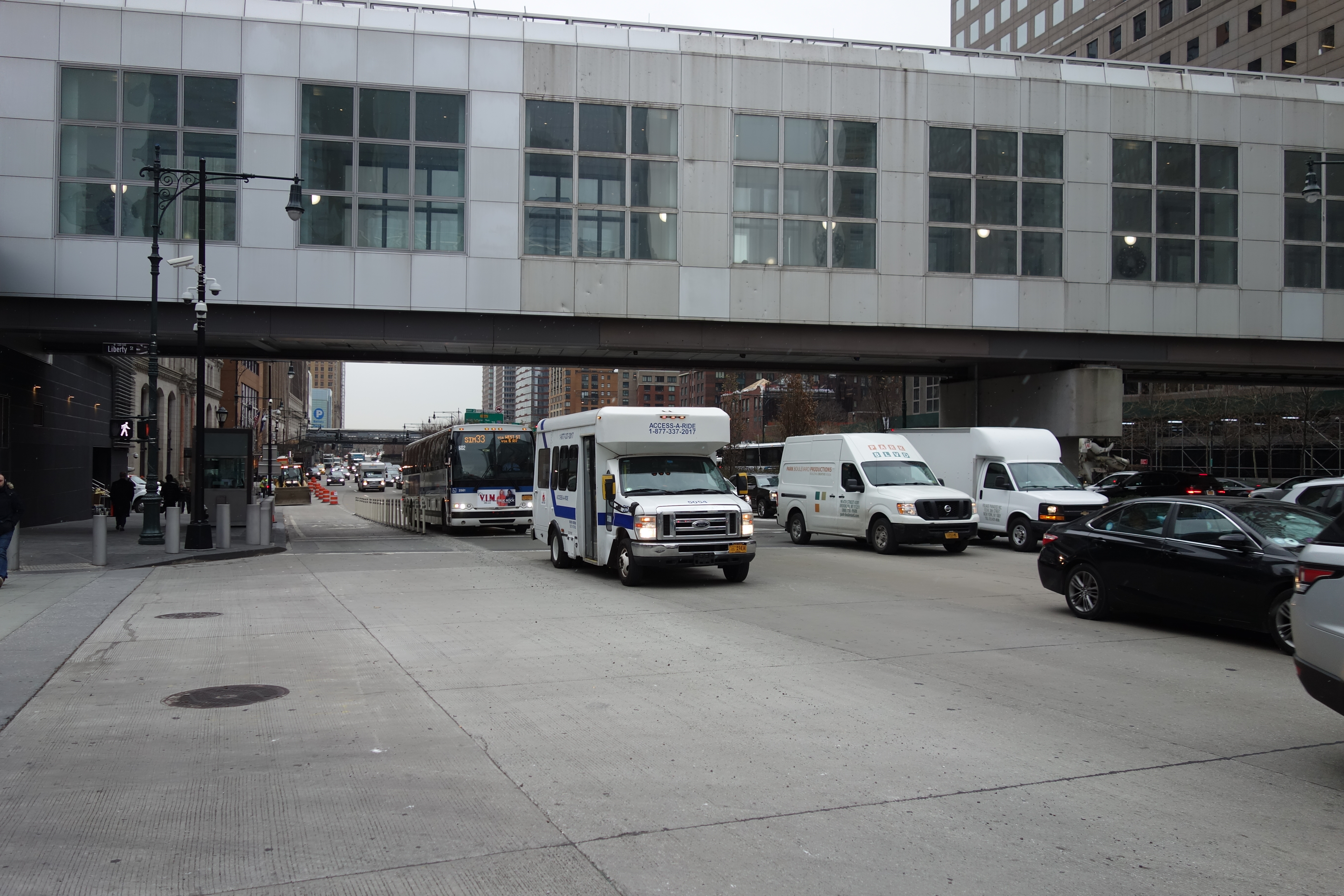
Liberty Street Bridge in 2018, Rector Street Bridge is in de verte te zien

Liberty Street Bridge, de South Bridge, is de oudste brug en werd evenals de Vesey Street Bridge gebouwd als onderdeel van het World Financial Center in de jaren 80. 
Liberty Street Bridge werd gebouwd naar een ontwerp van de Argentijns-Amerikaanse architect César Pelli. Het is tegenwoordig een opmerkelijke brug omdat ze de aanslagen op 11 september 2001 heeft overleefd ondanks het feit dat de brug was gesitueerd in de directe omgeving van de South Tower van het World Trade Center. 
Wegens de instorting van de South Tower raakte de Liberty Street Bridge niettemin zwaar beschadigd door de wolken van puin en brokstukken die zich een weg baanden door de straten van Manhattan. In tegenstelling tot de exacte tegenhanger aan Vesey Street, wist men deze brug te redden en herstellen. 
Voor de aanslagen op 11 september 2001 was de South Bridge de brug die het One World Financial Center op Liberty Street in verbinding stelde met de omgeving van de South Tower van het World Trade Center, het Deutsche Bank Building en het Marriott World Trade Center. De brug was opnieuw klaar voor gebruik in april 2002. 
Sinds de aanleg en officiële opening van Liberty Park op deze locatie medio 2016, vormt de South Bridge de verbinding tussen het One World Financial Center en het park.

### Rector Street Bridge
Met de vernietiging van de Vesey Street Bridge en tijdelijke sluiting van de Liberty Street Bridge als gevolg van de aanslagen op 11 september 2001 was de stad op zoek naar een veilige doorgang over West Street voor de inwoners van Battery Park City.
De brug was oorspronkelijk een tijdelijke oplossing, omdat gepland was dat in de nabije toekomst een brug verder naar het zuiden zou openen. 
De brug werd ontworpen door SHoP Architects en werd in augustus 2002 geopend. 
De brug heeft een overspanning van 70 meter over West Street, met een talud van 52 meter aan de westkant van de brug. 
Een groot deel van de brug werd gebouwd met geprefabriceerde bouwmaterialen. Het originele ontwerp van Rector Street Bridge omvatte een stalen spantensysteem. 
De panelen rond de brug lieten natuurlijk licht door, maar beperkte het zicht van mensen om de World Trade Center site te bekijken. 
In 2006 heeft het New York State Department of Transportation een voorstel vrijgegeven om West Street om te vormen tot een promenade. 
De nieuwe plannen bevatten geen permanente vervanging meer, wat suggereert dat de Rector Street Bridge mogelijk permanent is. Een renovatie was gepland zodat de brug nog tien jaar mee kon gaan.
De nieuwe structuur van de brug is een gerenoveerde versie van de brug, met ramen die uitzicht bieden op de omgeving. 
Bij de opening op 9 oktober 2009 waren de liften echter onbruikbaar, wat verontwaardiging teweegbracht bij de inwoners van Battery Park City.

### West Thames Street Bridge
De nagelnieuwe, permanente West Thames Street Bridge, die nabij de ingang van de Brooklyn-Battery Tunnel is komen te staan, werd uitgetekend in 2009 door SHoP Architects. De brug zou diagonaal lopen tussen de noordoost- en zuidwestelijke hoeken van de straten West en West Thames. Het ontwerp van SHoP Architects werd echter plots van tafel geveegd, waardoor de bouw van de brug vertraging opliep.
De stad New York heeft uiteindelijk voor een ontwerp gekozen van WXY Architecture en Weidlinger Associates uit 2013. 
De West Thames Street Bridge is bedoeld om de Rector Street Bridge te vervangen, die zou worden gesloopt. De New York City Economic Development Corporation, die het project uitvoert, verklaarde dat de Rector Street Bridge vooralsnog blijft staan totdat de nieuwe brug volledig klaar is.
De bouw van de nieuwe brug ging van start eind november 2016. De werkzaamheden aan de West Thames Street Bridge zouden aanvankelijk in het najaar van 2018 worden afgerond. In augustus 2018 werd echter aangekondigd dat de voltooiing van de brug werd vertraagd vanwege een defect en niet vóór het voorjaar van 2019 zou worden voltooid. 
In mei 2019 werden de eerste delen van de brug afgeleverd en geïnstalleerd. De opening van de brug staat gepland voor de herfst van 2019.
Het kostenplaatje bleef alsmaar toenemen en werd eerst geschat op $ 45.000.000 in september 2016, hoewel het eerder in november 2015 werd geschat op $ 27.500.000. De financiering voor de brug omvat $ 33.000.000 van de Lower Manhattan Development Corporation met gereduceerde financiering door "New York City Parks and Open Space". 
Het wijkbestuur van Battery Park City, de Battery Park City Authority – precies zoals een gemeentebestuur in Nederland en België – betaalde $ 8.250.000.